# Olaf Holzapfel
Olaf Holzapfel (* 1967 in Dresden) ist ein zeitgenössischer deutscher Konzeptkünstler. Er lebt und arbeitet in Berlin.

## Werdegang und Auszeichnungen

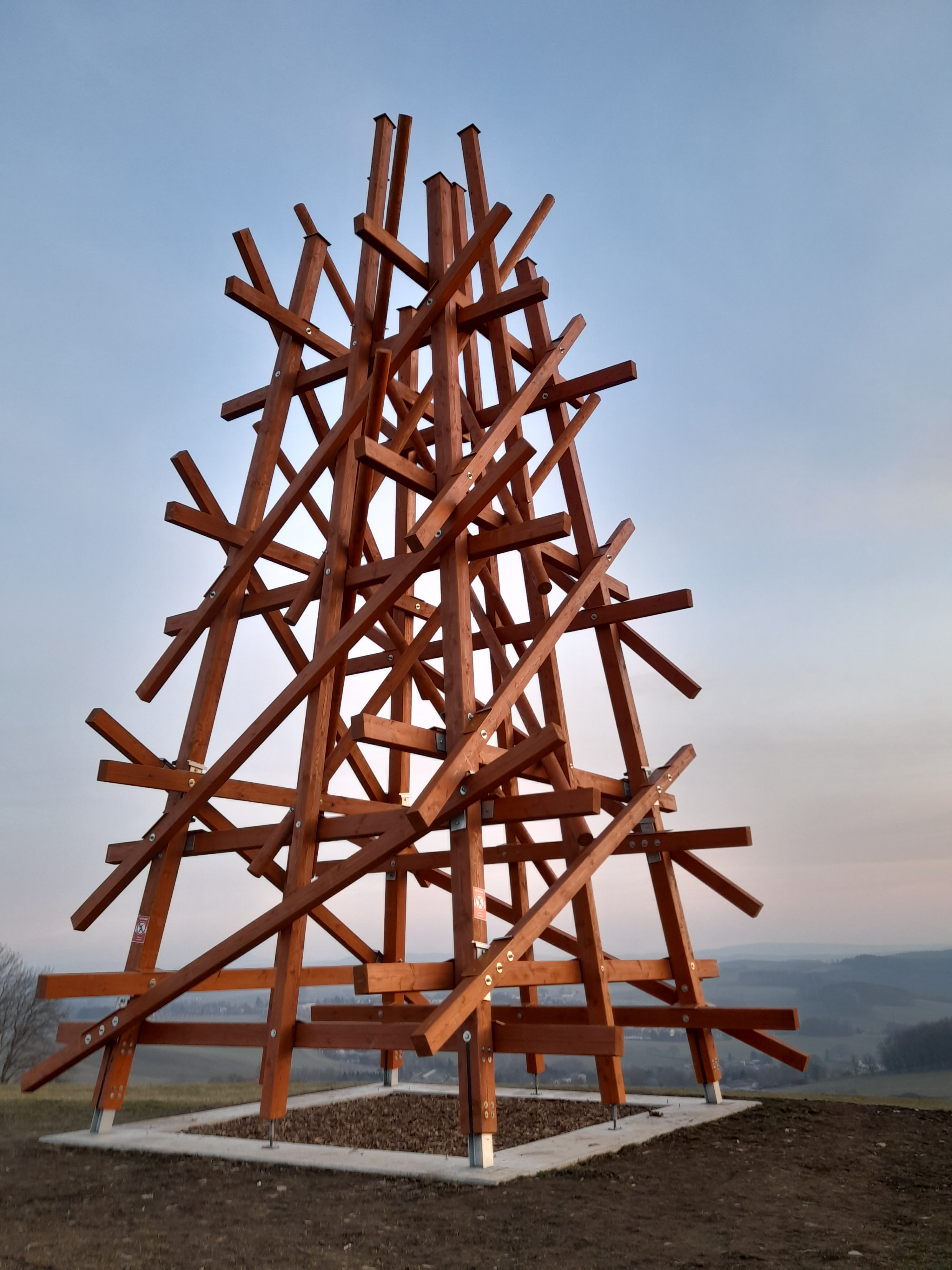
Holzskulptur "Zwei in ein ander Gewobene" (Olaf Holzapfel) auf der Dittersdorfer Höhe in Amtsberg, Erzgebirgskreis

Olaf Holzapfel studierte zunächst von 1992 bis 1996 Architektur an der TU Dresden, bevor er sich für ein Studium der Malerei an der Hochschule für Bildende Künste in Dresden entschied, wo er von 1996 bis 2001 studierte. Von 2001 bis 2003 war er Meisterschüler bei Professor Ralf Kerbach. Während des Meisterschülerstudiums 2001 erhielt Olaf Holzapfel das Hegenbarth-Stipendium, das für hervorragende künstlerische Leistungen vergeben wird. 2001–2002 ging er für einen Studienaufenthalt an das National Institute of Design (NID) bei Singanapali Balaram, Ahmedabad, Indien und als Artist in Residence an der Columbia University New York. 2002 war er Stipendiat der Philip-Morris-Kunstförderung und des DAAD.
Von 2006 bis 2008 lehrte Holzapfel als Gastprofessor für Malerei an der Akademie der Bildenden Künste in Karlsruhe sowie von 2008 bis 2010 Gastprofessor für Bildhauerei an der HfbK Hamburg.
Olaf Holzapfel erhielt 2014 den wichtigsten Thüringer Kunstpreis, den Gerhard-Altenbourg-Preis. 2024 folgte der Zurich Art Prize der neben dem Preisgeld mit einer Einzelausstellung im Museum Haus Konstruktiv verbunden ist.
Zu seinen wichtigsten Ausstellungen gehörte außerdem 2011 die Teilnahme an der Venedig Biennale. Dort stellte er in Kooperation mit Teresa, Mirta, Dionisia, Noelia und Luisa Gutiérrez vom argentinischen, indigenen Volk der Wichí im Lateinamerikanischen Pavillon aus. Olaf Holzapfel 2017 war zudem Teilnehmer der documenta 14 in Kassel und Athen.

## Werk
Olaf Holzapfel beschäftigt sich in seiner künstlerischen Arbeit mit der Konzeption und Materialität von Räumen, wobei Innen- und Außenräume für ihn nicht als Gegensätze bestehen, sondern zu etwas Fließendem verschmelzen. Resultate seiner Arbeit sind Bildwerke, die er in diversen Medien schafft. Er verwendet für seine Konzeptkunst traditionelle Handwerkstechniken gleichberechtigt neben digitaler Bildbearbeitung. Außer mit Malerei arbeitet er auch mit Skulptur, Installation, Fotografie, Film und Digitaldruck.
Viele seiner großen Objekte baute Holzapfel aus Hartpappe und Polyamidfäden. Bekannt ist er für seine Fachwerk-Skulpturen aus Holz in unterschiedlicher Größe, die er gerne in der freien Natur aufstellt. Zu Olaf Holzapfels prominentesten Werkgruppen gehören auch die Objektbilder aus Heu oder Stroh. Seit 2009 fertigt er in Zusammenarbeit mit dem indigenen Stamm der Wichí aus Südamerika Textilbilder, welche aus der Pflanzenfaser Chaguar gewebt werden.

## Einzelausstellungen (Auswahl)
- 2024 Zwei in einander Gewobene, Dittersdorfer Höhe in Amtsberg, Teil des Purple Path der Kulturhauptstadt Europas Chemnitz 2025[9]
- 2024: Olaf Holzapfel: Der Mantel,[10] Haus Konstruktiv, Zürich, Schweiz (Gewinner des Zurich Art Prize 2024)
- 2024 Tiefe und Fläche. Im Dialog: Wissenschaftliche Tableaus und Olaf Holzapfel, Oktogon. Kunsthalle der Hochschule für Bildende Künste (HfBK) Dresden
- 2024 Housing in Amplitude in Onomichi, LLovehouse Onomichi, Japan
- 2024 The river that connects the banks – Vernacular genealogies, Xippas Galerie, Paris
- 2023 Olaf Holzapfel: Das Gewachsene – Ce qui a grandiv, Xippas Geneva, Genf, Schweiz
- 2022 Harfen, Installation zur sommer.frische.kunst., Nassfeldalm, Bad Gastein, Austria
- 2022 In Vielem und Einem, Galerie Daniel Marzona, Berlin
- 2022 Der geflochtene Garten, permanente Installation in der „Hands on: Flechten“ Ausstellung, MEK Museum Europäischer Kulturen, Berlin-Dahlem
- 2022 The Colors of Woodland, Galerie Sabine Knust, Munich, Germany
- 2021 Pflanzenwerk, Bündner Kunstmuseum Chur, Switzerland
- 2021 Las Calles De La Ciudad – El Orden Del Amplio País, Museo de Arte Contemporáneo de Salta, Argentinien
- 2020 Arena, permanente Installation am Kunsthaus Dresden
- 2020 El Camino de los Campos, Centro Cultural Parque de España, Argentinien
- 2019 Olaf Holzapfel, Gebrüder Lehmann Galerie, Dresden
- 2019 El camino en los campos, Museo Nacional de Arte Decorativo Buenos Aires, Argentinien
- 2019 Fasern, Galerie Daniel Marzona, Berlin
- 2018 Olaf Holzapfel, Kloster Schönthal 1145, Langenbruck, Schweiz
- 2018 Die Geometrie in der Bredouille (La géométrie dans le pétrin), Gallery Albert Baronian, Brüssel
- 2016: Der perfekte Weg, Galerie Daniel Marzona, Berlin
- 2015: The rough Law of Gardens, Mishkan Museum of Art, Ein Harod, Israel und Kunstmuseum Bochum (mit Nahum Tevet)
- 2014: Olaf Holzapfel – Die Technik des Landes, Gewinner des Gerhard–Altenbourg–Preises 2014 Lindenau-Museum, Altenburg
- 2014: Housing in Amplitude, Museo de Arte Contemporáneo, Santiago, Chile (mit Sebastian Preece)
- 2013: Gelände, Kunstverein Augsburg
- 2013: Interritorial – Territorialis, Albert Baronian Gallery, Brüssel
- 2012: Region, Leonhardi-Museum, Dresden
- 2011: 3 wie 1, 2 in 3, 2, 1, 1 über 1, Galerie Gebr. Lehmann, Dresden
- 2010: Das Verwobene in dem ich wohne, Johnen Galerie, Berlin
- 2009: At a moment’s notice, Max Wigram Gallery London
- 2009: Das Nomadische Kriterium, Galerie im Taxispalais, Innsbruck und im Kunstmuseum Mülheim an der Ruhr
- 2008: Nakano Sakaue, Autocenter, Berlin
- 2008: Die Nachbarschaft der Dinge, Galerie Ghislaine Hussenot, Paris
- 2007: In der Mitte des Pragmatismus, Johnen+Schöttle, Köln
- 2007: Unbestechliche Archive, Galerie Sabine Knust, München
- 2005: Der Absolute Zusammenhang, Johnen Galerie, Berlin
- 2003: Zwischen Gütern, Galerie Gebr. Lehmann, Dresden
- 2003: Durch den Kopf, Oktogon der HfBK, Dresden
- 2002: Nice thinking Utopias, Columbia University / LeRoy Neijman Gallery, New York
- 2002: In between, Goods, Billboard-Installation, Ahmedabad, Indien

## Gruppenausstellungen (Auswahl)
- 2025 Blickachsen 14, Skulpturen im Kurpark, im Schlosspark und im Gustavsgarten Bad Homburg
- 2024 Wand – eine partizipative Installation, Umweltbundesamt, Dessau
- 2024 wir legten unsere Hände ins Wasser, Altes Kurhaus, Bad Kösen
- 2024 Bühne für Land und Leute, analog festival, Kulturhaupstadt Salzkammergut Bad Goisern, Austria
- 2024 spatial means, Moskowitz Bayse, L.A., USA
- 2024 Me, Myself and I, Galerie Kajetan, Berlin
- 2023 Quinquagesimum, Fondation CAB, Brussel
- 2023 SHIFT: Ecologies of Fashion, Form + Textile, Griffin Art Projects, North Vancouver, Canada
- 2023 Gegenwartsgesellschaft, Produzentengalerie, Hamburg
- 2023 Textile Welten, Neue Sammlung der Pinakothek der Moderne, München
- 2023 Slick & Rough, Galerie Xippas, Paris
- 2023 Fragment of an Infinite Discourse, Lenbachhaus, München
- 2023 1,5 Grad – Verflechtungen von Kosmos, Leben und Technik, Kunsthalle Mannheim
- 2023 The Event of a Thread. Global Narratives in Textiles, Galerie Central, Tunis, Tunisia
- 2022 Silent Stories, Kunstsammlungen am Theaterplatz, Chemnitz
- 2022 Das Gehirn in Kunst und Wissenschaft, Bundeskunsthalle Bonn
- 2022 paint it all!, Berlinische Galerie, Berlin
- 2022 Wege in die Abstraktion im Dreiländereck, Kulturhistorisches Museum Franziskanerkloster, Zittau
- 2022 the event of a thread, MOMus-Experimental Center for the Arts, Thessaloniki, Greece
- 2022 Dem Wasser folgen, Kunsthalle Bielefeld
- 2022 Mythos Handwerk, Museum für angewandte Kunst, Frankfurt
- 2022 A Family Story, Collection(s) Robelin, MAC, Lyon
- 2021 BIENALSUR. La Escucha Y Los Vientos. Testimonios De La Presencia, Fundación Migliorisi, Grabadores del Kabichu’i, Asunción, Paraguay
- 2021 Krasnoyarsk Museum Biennale 2021, Krasnoyarsk, Russia
- 2021 LandLiebe – Kunst und Landwirtschaft, Bündner Kunstmuseum Chur, Switzerland
- 2021 Seyni Awa Camara and Olaf Holzapfel, Baronian Xippas, Knokke, Belgium
- 2020 Sichbar – die eigene Sammlung, Kunstmuseum Bochum
- 2020 Collect the Present: Present the Collection, Museum Kurhaus Kleve
- 2020 Crossing Borders, Kupferstich-Kabinett/SKD, Dresden
- 2020 Blaues Gras entlang der Flüsse – pasto azul a lo largo de los ríos, Kulturhaus Schwartsche Villa, Berlin
- 2020 Retour, Provinz Bochum
- 2020 The Event of a Thread. Global Narratives in Textiles, NeMe Arts Centre Limassol, Zypern
- 2020 A Space full of Drawings and a Drawing in Space, Daniel Marzona Gallery, Berlin
- 2020 Kunst ⇆ Handwerk, Kestner Gesellschaft, Hannover
- 2020 cuadrícula ambigua, MAC Museo de Arte Contemporáneo de Salta, Argentina
- 2019 in our neighborhood – unter Nachbarn, Park Platform For Visual Arts, Tilburg, Niederlande
- 2019 Kunst ⇆ Handwerk, Kunsthaus Graz, Österreich
- 2019 the event of a thread, Negev Museum of Art, Israel
- 2019 crossing lines, Kunsthalle Osnabrück
- 2019: Anders Wohnen, Museum Haus Lange, Krefeld
- 2019: Negativer Raum, ZKM, Karlsruhe
- 2019: And Berlin Will Always Need You, Gropius Bau, Berlin
- 2018: Konstruktion der Welt: Kunst und Ökonomie, Kunsthalle, Mannheim
- 2018: Die Macht der Vervielfältigung, MARGS Museu de Arte do Rio Grande do Sul, Porto Alegre, Brasilien
- 2018: Deutschland ist keine Insel. Sammlung zeitgenössischer Kunst der Bundesrepublik Deutschland. Ankäufe von 2012 bis 2016, Bundeskunsthalle, Bonn
- 2017: Zaun, documenta 14, Kassel
- 2016: ICH. Neue Formen des Selbstporträts. Schirn Kunsthalle, Frankfurt am Main
- 2015: Disegno-Zeichenkunst für das 21. Jahrhundert. Kupferstich-Kabinett, SKD, Dresden
- 2015: Et in Arcadia Ego - Weltchaos & Idylle. Museum Kurhaus Kleve
- 2015: Das Gedächtnis des zukünftigen Materials. Kleines Historicum, Bergakademie Freiberg
- 2014: 2. Montevideo Biennale. mit Housing in Amplitude, Montevideo, Uruguay
- 2014: Pliage / Fold. Gagosian Gallery, Paris
- 2014: RE: Painted. S.M.A.K., Ghent
- 2014: Proyecto Trapananda. Cohaique / Patagonia; Cerro Castillo, Chile
- 2013: Inside Outside Architecture. Nationalmuseum Oslo, Museum of Contemporary Art
- 2013: Painting Forever! Keilrahmen. KW Berlin
- 2012: Made in Germany Zwei. Sprengel Museum, Hannover
- 2012: Wahlverwandtschaften. Imaginationen des Nomadischen. Museum für Völkerkunde, Hamburg
- 2011: Illuminations. Südamerikanischer Pavillon, 54. Biennale Venedig
- 2011: KölnSkulptur #6. Skulpturenpark, Köln
- 2011: Abstrakt////Skulptur. Georg-Kolbe-Museum, Berlin
- 2011: Informellnature. Galerie Sabine Knust, München
- 2010: Menos Tiempo que lugar. Museo Nacional de Bellas Artes, Santiago de Chile; Palais de Glace, Buenos Aires, Argentinien
- 2010: Das neue Albertinum. Kunst von der Romantik bis zur Gegenwart. Staatliche Kunstsammlungen, Albertinum, Dresden
- 2009: Die Kunst der Unabhängigkeit: der zeitgenössische Pulsschlag. Centro de Arte Contemporaneo, Quito, Ecuador
- 2008: Der große Wurf. Faltungen der Gegenwartskunst. Museum Haus Lange, Krefeld
- 2006: Insa, Mantik ve His – Construction, Ratio and Sense. Galerist, Istanbul
- 2005: Expanding Painting. Prague Biennale II, Prag
- 2005: Urbane Realitäten – Focus Istanbul. Martin-Gropius-Bau, Berlin
- 2003: 4/11. Leonhardi-Museum, Dresden

## Filme
- 100m in Tilburg a performance of artist Olaf Holzapfel during the opening of INCUBATE Festival
- Wilder Mann auf Brücke
- El Camino en los Campos
- Latitude 40°
- Junkyards
- El Trovador Delino de La Hoz mit Sebastián Preece
- Housing in Amplitude mit Sebastián Preece
- Malka Haas & Kloni Haas, interviewed by Olaf Holzapfel & Galia Bar Or

## Publikationen
- Olaf Holzapfel: Textiles, Studio Olaf Holzapfel (Hrsg.), Bom Dia Books, Berlin 2021, ISBN 978-3-96436-002-1
- Olaf Holzapfel / Guido Yannitto: Blaues Gras entlang der Flüsse, Christine Nippe (Hrsg.), Bom Dia Books, Berlin 2020, ISBN 978-3-96436-042-7
- The Rough Law of Gardens, Galia Bar Or und Hans Günter Golinski (Hrsg.), Sternberg Press 2017, ISBN 978-3-95679-259-5
- Disegno. The Art of Drawing for the XXI Century. Staatliche Kunstsammlung Dresden, Michael Hering (Hrsg.), Kerber Verlag, Bielefeld/Berlin 2015, ISBN 978-3-7356-0181-0.
- Et in Arcadia Ego – Weltchaos & Idylle. (= Schriftenreihe Museum Kurhaus Kleve / Ewald Mataré-Sammlung Nr. 68). Museum Kurhaus Kleve (Hrsg.), Kleve 2015, ISBN 978-3-934935-74-7.
- Die Technik des Landes. Lindenau-Museum Altenburg (Hrsg.), Sternberg Press, Berlin 2015, ISBN 978-3-95679-091-1.
- mit Sebastián Preece: Housing in Amplitude. Museo de Arte Contemporaneo, Facultad de Artes, Universidad de Chile (Hrsg.), Santiago de Chile 2014, ISBN 978-956-9016-04-2.
- Art & Textiles: Fabric as Material and Concept in Modern Art from Klimt to the Present, Kunstmuseum Wolfsburg / Staatsgalerie Stuttgart, Markus Brüderlin (Hrsg.), Verlag Hatje Cantz, Ostfildern 2014, ISBN 978-3-7757-3627-5.
- Region. Leonhardi-Museum, Dresden (Hrsg.), Distanz Verlag, Berlin 2012, ISBN 978-3-942405-97-3.
- Made in Germany Zwei. Internationale Kunst in Deutschland. Sprengelmuseum Hannover, Kestnergesellschaft Kunstverein Hannover (Hrsg.), Verlag für Moderne Kunst, Nürnberg 2012, ISBN 978-3-86984-334-6.
- Wahlverwandtschaften. Imaginationen des Nomadischen. Peter Herbstreuth / Museum für Völkerkunde Hamburg (Hrsg.), Gudrun Schröder Verlag, Leipzig 2012, ISBN 978-3-926196-63-7.
- Entre Siempre y Jamás. IILA (Hrsg.), Katalog der 54. Biennale di Venezia, Sala Editori, Pescara 2011, ISBN 978-88-96338-26-1.
- KölnSkulptur #6. Friedrich Meschede, Skulpturenpark Köln (Hrsg.), Verlag der Buchhandlung Walther König, Köln 2011, ISBN 978-3-86560-998-4.
- Abstrakt////Skulptur. Marc Wellmann/Georg Kolbe Museum (Hrsg.), Georg Kolbe Museum, Berlin 2011, ISBN 978-3-9812935-4-8.
- Nakano Sakaue / Verhandelte Zeichen. Sternberg Press, Berlin 2009, ISBN 978-1-933128-65-8.
- Olaf Holzapfel, Das nomadische Kriterium. Taxispalais Innsbruck, Kunstmuseum Mülheim an der Ruhr (Hrsg.), Dumont Buchverlag, Köln 2009, ISBN 978-3-8321-9252-5.
- Der Grosse Wurf. Faltungen in der Gegenwartskunst. Sylvia Martin/Kunstmuseen Krefeld (Hrsg.), modo Verlag, Freiburg i. Br. 2008, ISBN 978-3-86833-000-7.

## Artikel
- Elisabeth Bohnet im Interview mit Olaf Holzapfel "Im Dazwischen", in: Stylepark Magazin, 17.09.2024. Online, abgerufen am 27. März 2025
- Birgit Rieger „Ab ins Feld“. In: Tagesspiegel. 2. Februar 2016, S. 25.
- Thomas Frank „Schrottkunst aus dem Kibbuz“. In: Deutschlandfunk, Radio Kultur. 2. Oktober 2015.
- Susanne Altmann „Land Art“. In: ART. Das Kunstmagazin. August 2015, S. 86–93.
- Agnesa Schmudke „Detrás de la Escena“. In: Tonic, Numero Cero. 2015.
- Angelika Bohn „Gemälde aus Heu und Stroh in Altenburg“. In: Ostthüringer Zeitung. 21. November 2014.
- Teobaldo Lagos Preller „Preece & Holzapfel, Housing in Amplitude en Berlín: Contra el monumento, amplitud y dinamismo“. In: Arquine.com. 25. September 2014. (online)
- Daniel Silva Astorga „El arte de habitar“ in: El Mercurio, Cultura, 31. März 2014
- Teobaldo Lagos Preller „Housing in Amplitude: Arqueología contemporánea en Aysén, región desconocida“ in Artischock, 26. März 2014
- Jan Kedves, Olaf Holzapfel „Kein Futter / Hay Fever“. Frieze d/e, Feb-Mar, Nr. 8, 2013, S. 12–14.
- Heinz-Norbert Jocks „Der Anschluss ans Vergangene jenseits aller Nostalgie“. In: Kunstforum International, Bd. 216, S. 218ff.
- Hajo Schiff „Träume von Anderen“. In: TAZ, 13. Februar 2012
- Jurriaan Benschop „Olaf Holzapfel“. In: Kunstbeeld.nl, Nr. 11/2010, S. 21.
- Sebastian Preuss „Mehr Traum als Zeit“. In: Berliner Zeitung, 9. April 2010, S. 25.
- Edith Schlocker „Hüllen für virtuelle Räume“, Tiroler Tageszeitung, 27. April 2009
- Catrin Lorch „Urban-Dschungel: Olaf Holzapfel in Köln“. In: FAZ 12. August 2006, S. 48.
- Uwe Salzbrenner, „Seitwärts geradeaus“, Sächsische Zeitung, 29. November 2005, S. 8.